# 쿠로바 카이토
쿠로바 카이토(일본어: 黒羽 快斗 구로바 가이토[*]), 일명 괴도 키드(일본어: 怪盗キッド)는 일본 아오야마 고쇼의 연재만화 매직 쾌두 및 명탐정 코난에 나오는 가공의 인물로 직업은 괴도이자 마술사이다. 본래 매직 카이토의 주인공으로 명탐정 코난에는 카메오 형식으로 가끔 출연하였으나 인기가 높아지자 차츰 내부적인 캐릭터로 바뀌고 있다. 또한 쿠로바 카이토는 생선을 무서워한다.

## 여러 활동
세상을 시끄럽게 하고 있는 엄청난 도둑이며 요즘답지 않게 예고장을 보내고 예고장대로 보석을 전문적으로 훔친다. 괴도 1412는 18년 전에 파리에서 처음으로 보석을 훔친 것을 시작으로 괴도 활동을 했지만 8년 전부터 활동이 없어졌다. 하지만 최근 일본에서 활동을 다시 시작해 한동안 휴식 상태이던 나카모리 경부가 다시 추적하게 된다.
신출귀몰하고 대담한 변장으로 신분을 바꾸면서, 게다가 여러 사람의 음성을 변성기 없이 사용할 수 있어 사람들을 속이는 것이 가능하다. 백색의 망토와 큰 모자, 모노클 (외안경)을 착용하고 트럼프를 발사하는 권총이나 접이식의 헹글라이더, 최면 스프레이같은 공격 무기를 사용하며 사람을 절대로 해치지 않는 것이 큰 특징이다.
괴도 키드란 이름의 유래는 범죄자 번호 1412가 외부에 알려져 괴도 1412로 불리게 되었는데 쿠도 유사쿠가, 신문기자가 날려 적은 1412를 "KID"라고 읽은 것이 시초가 되었고, 그런 이유로 말미암아 명탐정 코난에서는 괴도 키드의 명칭이 원래 이름인 괴도 1412호보다는 괴도 키드 쪽으로 불리며 헤이세이 시대의 루팡이란 별명을 가지고 있다.
괴도 1412 (통칭 괴도 키드)는 원래 쿠로바 도이치의 활동명이었다. 그런 것이 쿠로바 카이토가 괴도 직을 물려받아 8년 만에 괴도 활동을 하게 된 것이었다. 참고로 2대 키드의 목적은 '아빠의 죽음의 진상과 그 복수'라고 하는 명확한 이유가 있지만, 1대 키드가 왜 빅 쥬얼 (Big Jewel)을 노리고 있었는지, 원래 세계적 마술사인 도이치가 왜 도둑질을 하게 되었는지는 아직 밝혀지지 않았었는데 2014년도 연재분을 통해 팬텀 레이디로 활동하고 있었던 쿠로바 치카게가 악덕 장물 업자의 계락에 말려든 것을 구하다가 새로 입었던 마술 의상이 괴도 복장으로 오인받았던 사건이 계기가 되어 괴도 활동을 시작하였다고 밝혀지게 되었다.
```
괴도 키드 
제1대괴도키드 : 쿠로바 도이치 (고기영)
```

성우 - 이케다 슈이치 / 민응식
1대 키드이며, 18년 전부터 8년 전까지 마술사 겸 괴도로 활동하였다. 카이토 (고희도)의 아버지이면서 세계적인 마술사로 8년 전 판도라를 노리는 조직의 손에 의해 한 순간에 죽는다. 신이치 (남도일)의 아버지인 쿠도 유사쿠 (남건)와 대결한 적이 있는데 그 결과는 무승부인 것으로 추정된다. 신이치와 란이 초등학교 1학년 때 만난 적이 있으며 쿠도 유키코 (이하연)와 검은 조직의 베르무트에게 변장방법을 가르친 일이 있다. 한편 아내가 유키코의 팬이라 쿠도 유키코의 에세이 작품을 자주 보며 자신의 활동명인 괴도 1412를 괴도 KID로 읽어버린 유사쿠를 자신의 대부로 여긴다.
```
제2대괴도키드 : 쿠로바 카이토 (고희도) 
```

성우 - 야마구치 캇페이 / 신용우
현재 활동 중인 2대째 키드이며, 코난 (남도일)의 라이벌이다. 하쿠바 사구루 (백준수)는 "나의 두뇌를 미치게 만든 유일한 존재"란 평을 내렸다. (남도일 대 괴도키드 중) 아빠의 비밀을 알고 그 원수를 갚기 위해 2대 괴도 키드가 된다. 처음에는 미술품을 많이 가로챘지만 아빠의 죽음과 관련이 있는 조직과 조우한 후 "빅 쥬얼", 말 그대로 큰 보석만을 노리게 된다. 그 안에 들어있는 "판도라"라는 불로장생의 열쇠를 찾는 것이 그의 목표. 하지만 대부분은 꽝이라, 주인에게 돌려주거나 임의로 처리한다.
원작 (매직 카이토)에서는 비단 모자와 모노클에 의해 얼굴이 숨겨져 있는 장면이 많지만 정작 다른 작품 (명탐정 코난)의 애니메이션, OVA, 영화에서는 얼굴이 식별 가능하게 처리되었다. 시리즈가 진행되는 것에 따라 코미디언 수준의 개그도 구사할 줄 안다. 키드와 카이토가 동일인물이란 사실을 알고 있는 사람은 지이 코우노스케, 코이즈미 아카코, 하쿠바 사구루 (백준수), 필립 왕자, 그리고 프랑스에서 활동하던 괴도 검은 고양이 (샤느와르)의 5명 뿐으로 소꿉 친구 나카모리 아오코 (임청아)와는 서로 매우 각별한 관계이지만 솔직해질 수 없다. 나카모리 아오코 (임청아)의 부친인 나카모리 경부 (임은삼 반장)이 바로 괴도 키드 담당 수사관이기 때문이다.
키는 174cm, 몸무게는 50kg, 혈액형은 B형, 지능 지수는 400, 생일은 6월 21일, 시력은 좌우 모두 2.0, 음식은 자유이나 생선을 못먹으며 운동도 잘하는데 스케이트만은 잘 타지 못하며 속임수 없이라면 당구를 잘 치지 못한다.

## 인물 관계
```
에도가와 코난 (명탐정)
```

코난을 궁지에 몰아넣은 적도 많지만, 결코 살인을 하지 않고 또 다른 사람의 죽음을 그대로 놓아두지 않으며 좋은 방향으로 생명을 구할 때도 있다. 코난과의 대결에서는 항상 무승부로 끝나는 편으로 키드는 「코난 vs 괴도 키드」란 편에서 코난 ( = 쿠도 신이치 / 남도일)이랑 직접 대면했다. 하지만 이전에 시계탑에서 쿠도 신이치 (남도일)에게 범행 이 들통나 위험한 적도 있었다.
쿠도 신이치군이 코난으로 유아화된 이후에 몇차례 사건을 통하여 조우하지만 명탐정 코난 극장판 3기 - 세기말의 마술사편으로부터 코난과 아가사 박사 (브라운 박사)의 전화를 도청하면서 코난의 정체를 안 것 같다. 다만 이것은 극장판에서의 설정으로, 원작에서는 키드가 코난의 정체를 알고 있는지 모른다. 한편 일본에서는 쿠도 신이치의 성우와 쿠로바 카이토의 성우가 동일하다.
코난으로 유아화하기 전의 쿠도 신이치 (남도일)와 거의 닮아서 머리 모양을 바꾸는 것만으로도 쿠도 신이치 (남도일)로 속이는 것이 가능해 극장판 3기와 극장판 8기, 극장판 14기, 극장판 19기에서 쿠도 신이치 (남도일)로 변장한 적이 있으며 OVA 에피소드인 KID in TRAP ISLAND 편에서도 즉석에서 쿠도 신이치 군의 모습으로 변장하여 위기를 넘기고 사건의 진상을 파악하기도 했다.
- 쿠로바 카이토가 괴도 키드로서 변장한 인물

1. 스즈키 시로 (정운영), 모리 란(유미란) - 제 076화 : 코난 vs 괴도 키드
2. 도이토 카츠키 (이민수) - 제 134화 : 마술 애호가 살인 사건
3. 시라토리 닌자부로 (백동훈 형사) - 극장판 3기 : 세기 말의 마술사
4. 센스우 요이치 (불명), 모리 코고로 (유명한) - 제 219화 : 명탐정 코난 남도일 vs 괴도 키드
5. 스즈키 지로키치 (정지로) - 제 356화 : 괴도키드의 놀라운 공중 보행
6. 쿠도 신이치 (남도일), 경비원 (불명), 신죠 이사오 (우상하) - 극장판 8기 : 은빛 날개의 마술사
7. 센쥬 에리 (불명) - 제 396화 : 기발한 저택의 대모험
8. 하쿠바 사구루 (백준수) - 극장판 10기 : 탐정들의 진혼가
9. 다카기 와타루 (신형선 형사) - 제 470화 : 괴도 키드와 네 명화
10. 사건현장 방문객 (구경꾼) - 제 515화 : 괴도 키드의 순간 이동 마술
11. 메이드 미즈키 세토 (가정부 성지현) - 제 538화 : 괴도 키드 vs 최강 금고
12. 나카모리 긴죠 (임은삼 반장), 코지마 겐타 (고뭉치) - 제 587화 : 키드 vs 사신 탐정단
13. 웨이터 (남승무원), 쿠도 신이치 (남도일) - 극장판 14기 : 천공의 난파선
14. 어느 중년 남성 (불명) - 제 628화 : 코난 키드의 료마 보물 공방전
15. 스미토모 히루카 (불명), 미야노 시호 (안시호) - 제 701화 ~ 제 704화 : 칠흑의 미스테리 트레인
16. 세라 마스미 (양세라) - 제 724화 ~ 제 725화 : 괴도 키드와 붉은 얼굴의 인어
17. 스즈키 소노코 (정보라) - 제 746화 ~ 제 747화 : 괴도 키드 vs 쿄고쿠 마코토
18. 쿠도 신이치 (남도일), 경비원 (불명) - 극장판 19기 : 화염의 해바라기
19. 아가사 히로시(브라운 박사) - 제 887화 ~ 제 888화 : 괴도 키드의 기계장치상자

### 기타 주변인물

#### 명탐정 코난
- 챠키 신타로 (차기태)
- 스즈키 시로 (정운영)
- 스즈키 토모코 (강진주)
- 스즈키 지로 (정지로)
- 스즈키 소노코 (정보라)
- 세라 마스미 (양세라)
- 쿄고쿠 마코토 (오경구)

#### 매직 카이토
- 나카모리 아오코 (임청아)

성우 - M.A.O / 여민정
쿠로바 카이토의 소꿉친구. 형사일로 바쁜 아버지를 항상 걱정하며, 매사에 열심히다. 카이토와는 항상 티격태격하지만 아오코는 카이토를 좋아하는 감정이 있다. 외모는 란(유미란)과 많이 닮았으며 순수한 면이 많다.
- 하쿠바 사구루(백준수)

성우 - 이시다 아키라 / 정재헌
키드가 주인공으로 나오는 「매직 카이토」에서 키드의 라이벌 역으로 등장하는 탐정. 쿠로바 카이토(고희도)와 같은 고등학교에 재학 중이며 카이토를 키드로 의심하고 있다. 코난 본편과 극장판(탐정들의 진혼가 등)에서도 키드를 쫓는 탐정(사실 카이토 본인이 변장한 것이긴 했다.)으로 등장한 바 있다.
- 지이 코우노스케 (지인호)

성우 - 야다 코지 / 손종환
매직 카이토에서 그는 1대 괴도 키드 쿠로바 도이치(고기영)의 조수(카이토의 호칭 : 지짱-할아범)로써, 카이토에게 아버지 쿠로바 도이치(고기영)의 죽음에 배경에 대해 본의 아니게 설명하게 됨. 애니 1화와 원작 1화에 등장함.
- 코이즈미 아카코 (진홍은)

성우 - 사와시로 미유키 / 김현심
매직 카이토의 등장인물로 명탐정 코난 애니메이션 스페셜 '쿠도 신이치vs 괴도키드 모여드는 명탐정'편에도 등장했다. 카이토와 아오코의 같은 반 친구이자 마녀로 카이토가 괴도키드라는 사실을 알고 있으며 그를 좋아하고 있다. 이브는 스키장에서 편에서는 카이토의 등에 몰래 하트 종이를 붙여 가장 스키 대회에서 파트너가 되게 하였지만 카이토가 그 종이에 대해 알게 돼 아카코와 파트너가 되길 원하는 남자에게 하트 종이를 줌으로서 실패했다. 그리고 카이토에게 올라타는 등 카이토를 위해서라면 뭐든지 서슴지 않는다.
- 쿠로바 치카게, (차산혜)[前 팬텀 레이디]

성우 - 토미자와 미치에 / 박경혜
쿠로바 도이치의 아내이자 쿠로바 카이토의 어머니. 쿠로바 도이치가 사망한 이후 홀몸으로 카이토를 키웠으며, 남편인 쿠로바 도이치와 아들인 쿠로바 카이토가 각각 제 1대 괴도키드와 제 2대 괴도키드라는 사실을 알고 있다. 매직 카이토 1412에서는 쿠로바 도이치가 도둑질을 시작한 이유와 만난 날이 나오는데 팬텀 레이디를 감추기 위해 괴도 키드로 활동한 것이다.
- 모모이 케이코 (이혜미)

성우 - 카야노 아이 / 김현지
쿠로바 카이토와 나카모리 아오코의 같은 반 친구로 주로 아오코와 함께 다닌다. 코난과 똑같은 안경이 인상적이며 트윈테일의 머리 모양을 유지하고 있다. 담임 선생님(여성)과는 비슷한 외모의 소유자이나 서로 가족 관계는 아니다.
- 스즈키 지로키치 (정지로)

성우 - 故 나가이 이치로, 토미타 코세이 / 이종구
스즈키 소노코의 친척으로 자신의 사촌인 시로에게 회장 직을 넘겨주고 현재 스즈키 재벌가의 중역을 맡고 있다. 신문의 1면을 괴도키드에게 빼앗기게 되자 괴도키드가 노릴 만한 빅 쥬얼을 수집해 그에게 대결을 신청하는 별난 노인장이다. '괴도키드의 놀리운 공중보행' 편에서 코난이 "대해의 기적" 을 되찾다는 기사를 보자마자 코난에게 신문의 1면을 빼앗겼다며 화를 낸다.
- 스네이크

성우 - 오쓰카 호우츄 / 이장원
쿠로바 카이토가 추적하고 있는 조직의 조직원으로 비밀의 보석 판도라를 찾고 있으며 그로 인해 판도라를 찾기 위해 빅쥬얼을 노리는 괴도 키드와 자주 충돌한다. 쿠로바 도이치가 괴도 키드인 것은 알고 있으나 현재 쿠로바 카이토가 괴도 키드인 것을 모른채 8년 전에 일어난 사고에서 도이치가 죽지 않고 살아나 괴도 짓을 하고 있다고 믿는 인물이기도 하다. 키드에게 번번히 당한다.

## 관련 자료

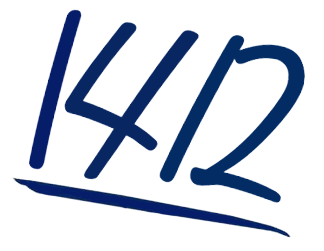
괴도 키드의 코드명 1412. 자세히 보면 영어 KID로 보임.
명탐정 코난에 나오는 쿠로바 도이치의 모습
괴도 키드 그림형 서명 디자인

## 참고 사항
1. ↑  범행으로 인한 피해액은 명탐정 코난 극장판 3기 - 세기말의 마술사 시점에서의 경찰 발표에 따르면 건수는 134건 (미국·프랑스·독일 등 12개국 포함), 도둑맞은 보석류는 152점, 피해 총액은 387억 2500만엔에 달한다.
2. ↑  하지만 어째서 1대 괴도 키드인 쿠로바 도이치가 "판도라"를 찾으러 괴도 키드로 활동하였는지 아직도 수수께끼 상태이다.
3. ↑  그 때는 쿠도 신이치 (남도일)의 유아화 전으로 쿠도 신이치는 괴도 키드의 존재를 몰랐다.
4. ↑  "코난 키드의 료마 보물 공방전"에서의 대화에 의하면 코난이 자신의 정체를 알리기 전부터 알고 있던 것으로 그려진다.
5. ↑  단 한국어 더빙판에서는 성우진이 다르다.
6. ↑  여담으로 모리 란 (유미란)과 나카모리 아오코 (임청아)가 쏙 닮았다.